# Atzumpa
Atzumpa är en ort i kommunen Sultepec i delstaten Mexiko i Mexiko. Samhället hade 555 invånare vid folkräkningen 2020.